# Octan železitý
Octan železitý je komplexní sůl se vzorcem [Fe3O(OAc)6(H2O)3]+ (OAc− = CH3COO−).
Tvorba tohoto hnědočerveného komplexu může sloužit k důkazu přítomnosti železitých iontů.

## Struktura a příprava
Octan železitý se připravuje reakcemi vodných roztoků železitých solí s octany. Prekurzorem je obvykle právě vysrážený oxid/hydroxid železitý, ve kterém nejsou přítomny halogenidy.
Kation této soli je trojjaderný. Železitá centra mají oktaedrickou geometrii, kde jsou navázána na šest kyslíkových ligandů, mezi které patří i trojitý můstek tvořený oxidem uvnitř rovnostranného trojúhelníku. Jedná se o jeden z prvních známých molekulových komplexů železa, který obsahuje oxidový ligand. Kation má symetrii typu D3h.

## Reakce
Koncové aqua ligandy mohou být nahrazeny jinými, například pyridinem nebo dimethylformamidem. Je známa i řada solí s obměněným aniontem, jako například [Fe3(μ3-O)(OAc)6(H2O)3]Cl. Redukcí kationtů vzniká neutrální derivát obsahující jedno železnaté a dvě železitá centra. Jsou popsány i sloučeniny obsahující několik různých kovů, jako je [Fe2CoO(OAc)6(H2O)3].

## Podobné sloučeniny
Jsou známy obdobné chromité, ruthenité, vanadité a rhodité soli. Octan železitý (bez oxo ligandu) je červená pevná látka, kterou lze získat reakcí octanu stříbrného s chloridem železitým.

## Použití
Látky získávané zahříváním železa s kyselinou octovou na vzduchu, popisované jako octany železité, se používají jako barviva a mořidla.